# 24619 Danielarsham
24619 Danielarsham este o planetă minoră (asteroid), cu un diametru de 8,179 km, din centura de asteroizi. A fost descoperită pe 26 februarie 1979 la Observatorul Kleť de Antonín Mrkos și a fost numită după Daniel Arsham⁠(d). 
Obiectul prezintă o orbită caracterizată de o semiaxă mare de 2,6670718 UAi, o excentricitate de 0,24, o înclinație de 13,53328 ° în raport cu ecliptica.